# Helene Dolberg
Helene Dolberg (* 19. Juni 1881 in Barkow; † 16. Mai 1979 in Hildesheim) war eine deutsche Malerin.

## Leben

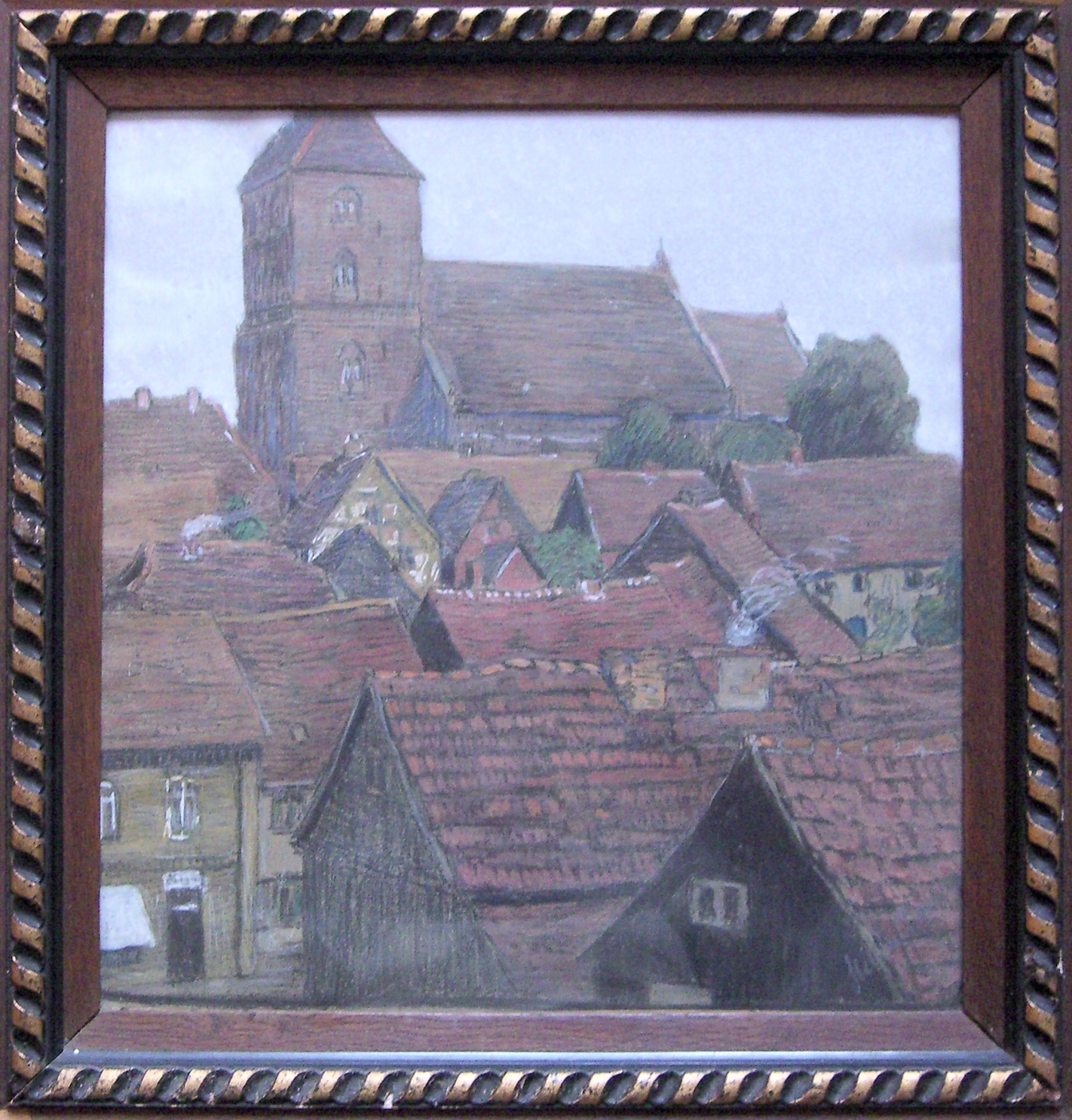
Marienkirche Plau am See

Helene Dolberg wurde als viertes Kind des seit 1875 amtierenden Barkower Pastors Friedrich Dolberg (1842–1920) und seiner Frau im dortigen Pfarrhaus geboren und genoss ihre unbeschwerte Kindheit auf dem Pfarrhof. Auf Anregung des mit dem Vater befreundeten Malers Hans Licht (1876–1935) besuchte sie in Berlin-Schlachtensee die dortige Malerinnenschule, die Kunstakademien blieben seinerzeit für Frauen noch verschlossen. Anschließend ging sie als Lehrerin für Zeichnen und Singen an eine Privatschule in Hellenthal in der Eifel. Hier entstanden bereits einige Landschaftsbilder.
 Eine nächste Station führte Helene Dolberg in die Altmark, dann zog sie 1920 nach Rostock, wo der verwitwete Vater lebte. Hier entstanden eine große Zahl von Stadtansichten. Als es in der Weimarer Republik auch Frauen in der Kunst ermöglicht wurde, Akademien zu besuchen, ging Helene Dolberg nach dem Tod des Vaters, den sie zuletzt betreute, 1924 bis 1927 – da war sie bereits über 40 Jahre alt – zum Studium nach Leipzig. Anschließend ließ sie sich in Schwerin zur Organistin ausbilden und nahm 1930 das Organistenamt in Malchow an. Musizieren und Malen bestimmten nun ihr Leben.
 Im Alter von 65 Jahren siedelte Helene Dolberg 1946 wieder nach Rostock über, vereinsamte dort aber nach dem Tod ihrer Schwester zunehmend. 1954 zog sie zur anderen Schwester nach Hildesheim. Auch dort stand die Malerei – hauptsächlich Landschaften und Stadtansichten – im Mittelpunkt. Im Alter von fast 98 Jahren starb die Künstlerin. Über ihrem Leben stand das Bibelwort: „Du bist mit Wenigem treu gewesen, ich will dich über viel setzen.“

## Leistungen/Würdigung
Helene Dolbergs Werk zeugt von einer stillen Bescheidenheit, geprägt mit hoher Beobachtungsgabe und Detailtreue.
Anfang 2007 widmete das Kulturhistorische Museum Rostock, das einige ihrer Bilder besitzt, der Künstlerin eine Ausstellung.
Von Mai bis November 2012 zeigte eine Ausstellung im Gutshaus Barkow Arbeiten Helene Dolbergs in ihrem Geburtsort Barkow bei Plau am See.

## Werke
- Ansicht der Plauer Marienkirche (Privatbesitz)
- Rostocker Stadtansichten im Kulturhistorischen Museum Rostock
- Netzboote (Zeesboote) in Althagen (1925)[1]
- Ansicht von Rostock, vom Gehlsdorfer Ufer (1925)[1]